# Phytomyza saxatilis
Phytomyza saxatilis este o specie de muște din genul Phytomyza, familia Agromyzidae, descrisă de Griffiths în anul 1974.
Este endemică în Yukon. Conform Catalogue of Life specia Phytomyza saxatilis nu are subspecii cunoscute.